# Campeonato Argentino de Voleibol Feminino de 2021 - Série A
O Campeonato Argentino de Voleibol Feminino de 2021 - Série A foi a vigésima quinta edição desta competição de voleibol da modalidade feminina organizada pela Federação de Voleibol Argentino (FeVA).
Gimnasia y Esgrima e San Lorenzo protagonizaram a decisão desta edição, a qual foi vencida pela equipe azulgrana por 2 a 1 na série final.

## Participantes e regulamento
O campeonato foi dividido em três fases, na primeira as dezesseis equipes foram distribuídas em dois grupos pelos quais os integrantes disputaram jogos de turno único contra os adversários do próprio chaveamento. Na segunda fase, as equipes foram divididas em 4 grupos de 4 equipes cada com base na classificação geral da primeira fase. No término desta fase, os dois mais bem classificados de cada grupo avançaram para os playoffs que será disputada em melhor de três. Essa edição foi disputada no formato de bolha em decorrência da pandemia de COVID-19. Para esta edição, as dezesseis participantes foram:
Grupo A
- Avellaneda
- Boca Juniors
- CEF 5
- Ferro Carril Oeste
- Mupol
- River Plate
- Rowing Club
- Vélez Sarsfield

Grupo B
- Andalgalá
- Atenas
- Banco Provincia
- Douglas Haig
- Estudiantes de La Plata
- Gimnasia y Esgrima
- San Lorenzo
- Tucumán

## Resultados

### Playoffs
|  | Quartas de final        | Quartas de final   | Quartas de final | Quartas de final |   |   | Semifinais | Semifinais | Semifinais | Semifinais |  |  | Final | Final | Final | Final |
|  |                         |                    |                  |                  |   |   |            |            |            |            |  |  |       |       |       |       |
|  |                         |                    |                  |                  |   |   |            |            |            |            |  |  |       |       |       |       |
|  |                         |                    |                  |                  |   |   |            |            |            |            |  |  |       |       |       |       |
|  | San Lorenzo             | —                  | —                |                  |   |   |            |            |            |            |  |  |       |       |       |       |
|  | San Lorenzo             | —                  | —                |                  |   |   |            |            |            |            |  |  |       |       |       |       |
|  | Banco Provincia         | —                  | —                |                  |   |   |            |            |            |            |  |  |       |       |       |       |
|  | Banco Provincia         | —                  | —                | San Lorenzo      | 3 | 3 |            |            |            |            |  |  |       |       |       |       |
|  |                         |                    |                  |                  | 3 | 3 |            |            |            |            |  |  |       |       |       |       |
|  |                         | River Plate        | 0                | 2                |   |   |            |            |            |            |  |  |       |       |       |       |
|  | River Plate             | River Plate        | 0                | 2                | 3 | 3 |            |            |            |            |  |  |       |       |       |       |
|  | River Plate             |                    |                  |                  |   | 3 |            |            |            |            |  |  |       |       |       |       |
|  | Atenas                  | 1                  | 2                |                  |   |   |            |            |            |            |  |  |       |       |       |       |
|  | Atenas                  | 1                  | 2                | San Lorenzo      | 3 | 2 | 3          |            |            |            |  |  |       |       |       |       |
|  |                         |                    |                  |                  | 3 | 2 | 3          |            |            |            |  |  |       |       |       |       |
|  |                         | Gimnasia y Esgrima | 1                | 3                | 2 |   |            |            |            |            |  |  |       |       |       |       |
|  | Boca Juniors            | Gimnasia y Esgrima | 1                | 3                | 2 | — | —          |            |            |            |  |  |       |       |       |       |
|  | Boca Juniors            |                    |                  |                  |   | — | —          |            |            |            |  |  |       |       |       |       |
|  | Vélez Sarsfield         | —                  | —                |                  |   |   |            |            |            |            |  |  |       |       |       |       |
|  | Vélez Sarsfield         | —                  | —                | Boca Juniors     | — | — |            |            |            |            |  |  |       |       |       |       |
|  |                         |                    |                  |                  | — | — |            |            |            |            |  |  |       |       |       |       |
|  |                         | Gimnasia y Esgrima | —                | —                |   |   |            |            |            |            |  |  |       |       |       |       |
|  | Gimnasia y Esgrima      | Gimnasia y Esgrima | —                | —                | 3 | 3 |            |            |            |            |  |  |       |       |       |       |
|  | Gimnasia y Esgrima      |                    |                  |                  | 3 | 3 |            |            |            |            |  |  |       |       |       |       |
|  | Estudiantes de La Plata | 2                  | 0                |                  |   |   |            |            |            |            |  |  |       |       |       |       |
|  | Estudiantes de La Plata | 2                  | 0                |                  |   |   |            |            |            |            |  |  |       |       |       |       |